# Pontoise
Pontoise é uma comuna francesa na região administrativa de Île-de-France, no departamento de Val-d'Oise.